# 高橋亨 (国文学者)
高橋 亨（たかはし とおる、1947年7月9日 - ）は、日本中古文学研究者。名古屋大学名誉教授。椙山女学園大学教授。平安朝物語文芸を中心とした文学の諸問題を、おもに表現論的な方法によって研究する。主要なテーマは、源氏物語論、初期物語表現史論、語りとテクスト理論、芸術論と文学。

## 来歴
1947年、神奈川県横浜市生まれ。1966年、愛知県立旭丘高等学校卒業。1970年、愛知教育大学教育学部国語科卒業。1973年、東京大学大学院人文科学科国語国文学専修修士課程修了。
1975年、名古屋大学教養部専任講師、1980年、名古屋大学教養部助教授、1990年、同教授。1993年、名古屋大学大学院人間情報学研究科教授、名古屋大学文学部教授を経て、2000年、名古屋大学大学院文学研究科教授。2007年『源氏物語の詩学』で東京大学より文学博士の学位を取得。2012年、定年退任、名誉教授。
2014年、椙山女学園大学国際コミュニケーション学部教授。そのほか、1983年 - 2014年まで愛知淑徳大学非常勤講師。
1978年、第4回日本古典文学会賞受賞。

## 著書
主著
- 『源氏物語の対位法』東京大学出版会、1982年
- 『物語文芸の表現史』名古屋大学出版会、1987年
- 『色ごのみの文学と王権―源氏物語の世界へ』（叢刊・日本の文学） 新典社、1990年
- 『物語と絵の遠近法』ぺりかん社、1991年
- 『源氏物語の詩学―かな物語の生成と心的遠近法』名古屋大学出版会、2007年

共著・編著
- 糸井通浩共編『物語の方法―語りの意味論』世界思想社、1992年
- 久保朝孝共編『新講源氏物語を学ぶ人のために』世界思想社、1995年
- 土方洋一、小嶋菜温子共著『物語の千年―源氏物語と日本文化』森話社、1999年
- 『源氏物語 帚木』おうふう、1999年
- 関根賢司共編『新編 竹取物語』おうふう、2003年
- 『源氏物語と帝』森話社、2004年
- 『王朝文学と物語絵（平安文学と隣接諸学）』竹林舎、2010年
- 『日本語テクストの歴史的軌跡 : 解釈・再コンテクスト化・布置 : 「テクスト布置の解釈学的研究と教育」第8回国際研究集会報告』 名古屋大学大学院文学研究科、2010年
- 『〈紫式部〉と王朝文芸の表現史』森話社、2012年
- 『武家の文物と源氏物語絵 : 尾張徳川家伝来品を起点として』翰林書房、2012年

- 秋山虔編『国文学解釈と鑑賞 源氏物語 : 上下』至文堂、1978年
- 陣野英則、横溝博編『平安文学の古注釈と受容 第1集』武蔵野書院、2008年
- 池田節子、久富木原玲、小嶋菜温子編『源氏物語の歌と人物』翰林書房、2009年
- 山本登朗、ジョシュア・モストウ編『伊勢物語 創造と変容』和泉書院、2009年
- 森一郎、岩佐美代子、坂本共展編『源氏物語の展望 第6輯』三弥井書店、2009年
- 久保朝孝、外山敦子編『端役で光る源氏物語』世界思想社、2009年
- 芳賀徹企画・総監修、伊井春樹監修、源氏物語千年紀委員会編『源氏物語国際フォーラム集成 : 源氏物語千年紀記念』源氏物語千年紀委員会、2009年
- 井上眞弓、乾澄子、鈴木泰恵編『狭衣物語空間 移動』翰林書房、2011年
- 寺田澄江、小嶋菜温子、土方洋一編『物語の言語 : 時代を超えて : 2011年パリ・シンポジウム』青簡舎、2013年
- 小嶋菜温子、倉田実、服藤早苗編『王朝びとの生活誌 : 『源氏物語』の時代と心性』森話社、2013年
- ツベタナ・クリステワ編『パロディと日本文化 = PARODY AND JAPANESE CULTURE』笠間書院、2014年

校注
- 『竹取物語・大和物語』（校注・訳） ほるぷ出版 1986